# نايل موران
نايل موران (بالإنجليزية: Niall Moran)‏ هو لاعب قذف أيرلندي، ولد في 1 مارس 1983 في Castleconnell ‏ في جمهورية أيرلندا.